# Carlo Collodi
Carlo Lorenzini (24 tháng 11 năm 1826 - 26 tháng 10 năm 1890), được biết nhiều hơn với bút danh Carlo Collodi, là một nhà văn Ý của trẻ em nổi tiếng với cuốn tiểu thuyết cổ tích nổi tiếng thế giới Những cuộc phiêu lưu của Pinocchio. Collodi sinh ra tại Firenze.
Ông còn là một nhà báo, vừa là một nhân viên cao cấp trong Chính phủ, đã từng được thưởng Quân công bội tinh.
Trong các cuộc chiến tranh độc lập năm 1848 và 1860 Collodi đã làm một tình nguyện viên quân đội Tuscan. Mối quan tâm tích cực của ông trong các vấn đề chính trị có thể được nhìn thấy trong các tác phẩm văn học đầu tiên của mình cũng như trong các sáng lập của tờ báo Il Lampione châm biếm. Tờ báo này đã được kiểm duyệt theo đơn đặt hàng của Đại công tước của Tuscany vào năm 1849 nhưng lại xuất hiện tháng 5 năm 1860.
Lorenzini đã nổi danh sớm nhất là vào năm 1856 với cuốn tiểu thuyết của In vapore và cũng đã bắt đầu hoạt động với cường độ cao trên các tờ báo chính trị khác, chẳng hạn như Il Fanfulla, tại cùng một thời gian ông làm việc của Ủy ban kiểm duyệt Kịch trường. Trong thời gian này, ông sáng tác phác thảo khác nhau châm biếm và những câu chuyện (đôi khi đơn giản bằng cách đối chiếu bài viết trước), bao gồm Macchiette (1880), Occhi e nasi (1881), Storie allegre (1887).
Năm 1875, ông đã bước vào lĩnh vực văn học thiếu nhi với Racconti delle fate, một bản dịch của câu chuyện cổ tích Pháp của nhà nhà văn Perrault. Năm 1876, Lorenzini viết Giannettino (lấy cảm hứng từ Giannetto của Alessandro Luigi Parravicini), Minuzzolo, và Il viaggio per l'Italia di Giannettino, một loạt truyện khám phá lại sự thống nhất của Ý thông qua những suy nghĩ mỉa mai và hành động của nhân vật Giannettino.
Lorenzini đã trở nên cuốn hút bởi ý tưởng của việc sử dụng một nhân vật đáng yêu, vô lại như một phương tiện thể hiện niềm tin của mình thông qua câu chuyện ngụ ngôn. Năm 1880, ông bắt đầu viết Storia di un burattino ("Câu chuyện về một con rối"), còn gọi là Lê avventure di Pinocchio (Những cuộc phiêu lưu của Pinocchio), được xuất bản hàng tuần trong Il Giornale dei Bambini (Ý tờ báo đầu tiên cho trẻ em), tác phẩm đã được dịch ra nhiều thứ tiếng và đã được hãng Walt Disney chuyển thể thành phim Pinocchio.
C. Collodi sáng lập ra tờ báo trào phúng Le Lampion và tờ Scaramouche. Ông còn trợ bút cho nhiều tờ báo và tạp chí khác.
Ông đã xuất bản các sách: "Tiểu thuyết trên xe lửa", "Giannettino", "Mắt và Mũi", "Những truyện vui", "Bút ký lý thú"
Lorenzini đã qua đời tại Florence vào năm 1890, không biết của sự nổi tiếng và phổ biến của Những cuộc phiêu lưu của Pinocchio.
Lorenzini được chôn cất tại Vương cung thánh đường San Miniato al Monte.